# 25 de Mayo (1891)
El 25 de Mayo fue un crucero acorazado que sirvió en la Armada Argentina en la última década del siglo XIX y las primeras del XX.

## Historia
En 1890 el gobierno argentino encabezado por el presidente Miguel Juárez Celman decidió la adquisición de un nuevo crucero ante la conflictiva situación con Chile por las disputas respecto de la aplicación del Tratado de 1881.
De acuerdo a sus instrucciones, el representante argentino ante el Reino Unido, doctor Luis L. Domínguez, firmó un contrato de £ 260.000 (1.310.410 m$n oro) con los astilleros W. Armstrong, Michel & Co., en Newcastle-on-Tyne, Inglaterra, para la construcción de un crucero de 3500 toneladas de desplazamiento que sería denominado Necochea.
Antes de finalizar su construcción se resolvió cambiar su nombre por el de 25 de Mayo, décimo buque de la Armada con este nombre, y con esa denominación fue botado el 5 de marzo de 1890. Su primer comandante fue el capitán de navío Ceferino Ramírez, hasta entonces a cargo de controlar su construcción.
Se trataba de un buque de vapor del tipo Piemonte construido en el mismo astillero para la marina de Italia, pero mejorado y de mayor tamaño, con casco de acero con espolón, tenía una coraza de 120 mm (cinturón) y una cubierta en plano inclinado con un blindaje de entre 25 y 27 mm.
Tenía una eslora de 107,90 m, 13,41 m de manga, 7,92 m de puntal y un calado medio de 5,95 m. Era impulsado por 2 máquinas verticales de triple expansión de 4 cilindros cada una, con 4 calderas cilíndricas una potencia de 8.500 HP que impulsaban 2 hélices Humpreys Tenant Co. y le permitían alcanzar una velocidad máxima de 22 nudos y de crucero de 11 nudos. Tenía una capacidad de 639 t de carbón que le aseguraban una autonomía de 5.025 millas.
Montaba 2 cañones Armstrong de 210 mm (uno a proa y otro a popa) y otros 8 de 124 mm de tiro rápido (cuatro por banda). Sumaba 12 cañones de tiro rápido de 47 mm Hotchkiss y otros 12 de 37 mm. Tenía dos palos con masteleros con 2 cofas militares cada uno, donde se montaban 8 ametralladoras Maxim. Finalmente, portaba 3 tubos lanzatorpedos (posteriormente se lleva esta cantidad a seis). 
Llevaba asimismo 2 lanchas a vapor con torpedos de botalón. 
El 24 de noviembre de 1890 se efectuaron las pruebas de velocidad en el río Tyne promediando 22.34 nudos. 
El 17 de mayo de 1891 se afirmó la bandera Argentina y el 29 de julio al mando de Ceferino Ramírez y una tripulación reducida de 83 hombres (la normal era de 344 hombres) zarpó hacia la ciudad de Buenos Aires, donde arribó previa escala en Portland, Las Palmas, São Vicente y Río de Janeiro, el 27 de agosto, finalizada ya la revolución del Parque. 
El 3 de septiembre al mando del entonces capitán de fragata Martín Rivadavia se incorporó a la escuadra durante una revista naval presidida por Carlos Pellegrini, ya a cargo de la presidencia, su gabinete, autoridades nacionales y provinciales embarcados en el transporte Villarino. Fue destacado como estacionario a la Rada Exterior hasta diciembre, cuando fue comisionado para reprimir actividades comerciales ilegales en la costa patagónica. En cumplimiento de esa misión capturó a los buques guaneros Gobernador Basavilbaso (lugre), Palmira Criollo y Rosa de Rose (pailebotes), que remitió a Buenos Aires con tripulación militar, y posteriormente al pailebote uruguayo Sirio dedicado a la caza ilegal de lobos marinos. En Buenos Aires fueron declarados buena presa y rematados por la Aduana se entregó parte al capitán y su tripulación.
En 1892 regresó al Río de la Plata pero no participó de las evoluciones de la escuadra. En mayo viajó a Montevideo para traer los restos del perito Pico y el 6 de julio se sumó al acorazado Almirante Brown y el cazatorpedero Rosales en la división que al mando de Daniel de Solier fue enviada a España para participar de los festejos del 400 aniversario del Descubrimiento de América.
Un fuerte temporal hundió al Rosales. El 25 de Mayo junto con el Brown capeó el temporal y previa entrada a Bahía (Brasil) y San Vicente arribó el 2 de agosto a Cádiz, dirigiéndose a Huelva donde el 3 de agosto una réplica de la carabela Santa María zarpó saludada con salva de cañonazos de la escuadra internacional.
Seguidamente la escuadrilla argentina se sumó a los festejos a realizarse en Génova. Haciendo escala en Toulon el 25 de Mayo entró en dique seco pero el cólera que afectaba Marsella decidió a sus mandos continuar a Génova, donde arribó el 7 de septiembre, pasando a carena finalmente en La Spezia. El 15 de noviembre asumió el mando del buque su segundo, el teniente de navío Lorenzo M. Irigaray. El 7 de diciembre zarpa de regreso y tras reunirse en San Vicente con la barca de guerra argentina Punta Piedras entra a Río de Janeiro el 30 de diciembre. El 4 de enero de 1893 arribó a Buenos Aires. 
El 7 de mayo de 1893 asumió el mando el capitán de fragata Atilio S. Barilari. Permaneció ajeno a los acontecimientos de la revolución radical de este año en razón de encontrarse en reparaciones en el dique Cibils de Montevideo. Recién en noviembre regresó a su fondeadero en la Rada Exterior.
En 1894 fue asignado a la 2° División de la escuadra, En agosto repatrió desde Montevideo los restos mortales de Nicolás Rodríguez Peña y entre agosto y septiembre participó de las maniobras en aguas uruguayas. Ese año, ante el estallido de la primera guerra sino-japonesa, el gobierno chino propuso adquirirlo pero su oferta fue rechazada.
En 1895 integró la escuadra de instrucción y con los cadetes del 4° año del Colegio Naval Militar realizó un viaje a la Ciudad del Cabo. En abril y mayo estuvo en Montevideo y el resto en rada La Plata (Buenos Aires) y Dársena Sur. El 1 de diciembre asumió el mando el capitán Emilio V. Barilari y pasó a situación de reserva en Río Santiago.
En 1896 integró como insignia la 1.ª División de la Escuadra de Operaciones, integrada por el 9 de Julio, Libertad, Patria y el Almirante Brown. Tras pasar por Mar del Plata y Puerto Belgrano arribó a Golfo Nuevo el 13 de enero efectuando tiro de torpedos, ejercicios de combate con artillería de todo calibre y desembarcos, regresando a Buenos Aires el 11 de febrero. 
El resto del año permaneció al mando sucesivo de los capitanes de fragata Manuel Barraza (interino, del 1 de enero al 13 de agosto) e Hipólito Oliva integrando la escuadra de instrucción y efectuando con el 9 de Julio, el Patagonia y el Almirante Brown un viaje a Río de Janeiro entre el 24 de agosto y el 23 de octubre.
En 1897 integró sucesivamente la 1° División de la Escuadra y la Escuadra de Instrucción, realizando maniobras en noviembre. Durante 1898 permaneció al mando sucesivo de Oliva (hasta el 20 de noviembre) y de Irigaray y operó en División en el sur entre febrero y abril e integrando la División del Río de la Plata concurrió con los restantes cruceros livianos a la revista naval de Punta Piedras del mes de octubre.

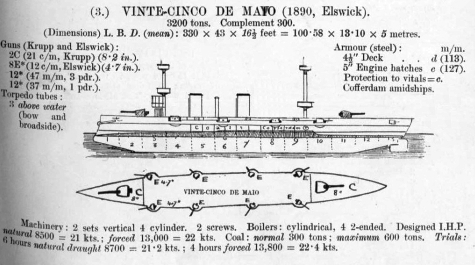
Especificaciones del 25 de Mayo (Jane's)

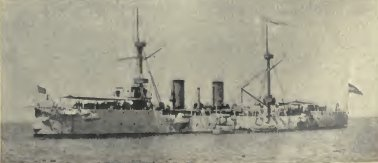
Crucero 25 de Mayo (1901)

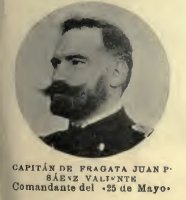
Capitán de fragata Sáenz Valiente (1901)

Entre febrero y marzo de 1899 viajó en división a Ushuaia para pasar luego a situación de medio desarme en Río Santiago. El 15 de enero de 1900 se hizo cargo del mando el capitán de fragata Alfonso M. Díaz, permaneciendo en situación de armamento completo y adscripto a la División Cruceros. 
En 1901 al mando del capitán de fragata Juan Pablo Sáenz Valiente efectuó un crucero a Río Gallegos con motivo de los incidentes suscitados en el Seno de Última Esperanza que motivaron también el envío por parte del gobierno chileno del Esmeralda. Al regreso de esa misión efectuó tareas de balizamiento en Bahía San Blas hasta que el 3 de agosto fue pasado a situación de reserva en Río Santiago al mando del capitán de fragata Enrique Thorne.
En 1902 bajo el mando sucesivo de Thorne y de Florencio Donovan integró la 2° División de la escuadra en evoluciones, tras las que pasó al apostadero de Río Santiago con dotación reducida y adscripto a la División Instrucción, hasta que en mayo de 1903 pasó a situación de desarme bajo el comando del capitán de fragata Manuel Lagos.
En 1904 estuvo al mando del capitán de fragata Ernesto Anabia hasta que disuelta la División Instrucción en el mes de mayo se hizo cargo su segundo el teniente de navío José V. Luisione. A bordo se instaló a fines de ese mes la Escuela de Aprendices Marineros. Durante 1905 permaneció en situación similar al mando del capitán de fragata Ernesto Anabia.
Hasta el 5 de marzo de 1906 estuvo al mando el teniente de navío Carlos García Aparicio (accidental), haciéndose cargo entonces el capitán de fragata Diógenes Aguirre. En agosto integró la nueva División Instrucción con el Libertad, Patria e Independencia y pasó a armamento completo. El 20 de octubre regresó de un viaje a Valparaíso, Chile, para la transmisión del mando presidencial y repatriando los restos mortales del general Juan Gregorio de Las Heras. En diciembre se disolvió la División Instrucción y se pasó a reparaciones al mando del capitán de fragata Enrique G.Plate. 
Durante 1907 continuó operando a bordo la Escuela de Aprendices Marineros bajo el mando de los capitanes de fragata Julián Irizar (enero), Guillermo Jones Brown (hasta el 3 de diciembre) y José Quiroga Furque.
En 1908 integró la 2° División bajo el mando del capitán de fragata Tomás Zurueta, hasta que el 10 de junio pasó a medio armamento y recibió a bordo la Escuela de Aprendices Artilleros. Ese año fallecieron durante maniobras de lancha un cabo de mar y un conscripto.
En marzo de 1909, aún al mando de Tomás Zurueta, fue reincorporado en armamento completo a la 2° División. El 1 de mayo se hizo cargo del mando el capitán de fragata Luis A. Lan y participó de maniobras en el Atlántico Sur hasta junio, resultando ganador en las prácticas de tiro de combate. Ese mes volvió a medio armamento y tras un breve mando ejercido por el capitán de fragata Virgiliano Moreno Vera (26 al 29 de diciembre) se hizo cargo del buque el capitán de fragata Mariano Beascochea.
En 1910, año del Centenario de la Revolución de Mayo, integró nuevamente la 2° División, pero en las maniobras actuó independientemente efectuando un crucero que iniciado en la rada La Plata tocó San Blas, Isla Toba, Oso Marino, Año Nuevo, Isla de los Estados, Ushuaia, Cabo de Hornos y Puerto Madryn. Tras asistir a los festejos del Centenario, en junio volvió a medio armamento en Río Santiago.
Durante 1911 permaneció en esa situación al mando del capitán de fragata Francisco Lami, cumpliendo eventualmente tareas de control sanitario en el Río de la Plata.
En 1912 volvió a la 2° División con la Escuela de Grumetes, al mando del capitán de fragata Jorge Goulú entre el 12 de febrero y el 20 de septiembre, y del capitán de fragata Guillermo Jurgensen hasta el 8 de enero de 1913, cuando asumió el mando el capitán de fragata Carlos Miranda. El 2 de julio asumió el mando su segundo, teniente de navío Wenceslao Calero, y a su mando embarcó cadetes de la Escuela Naval y junto al Almirante Brown efectuó un viaje de instrucción por la costa atlántica.
En diciembre asumió el mando el capitán de fragata Powhatan Page, siendo destinado al entrenamiento del personal que tripularía el acorazado Moreno, en construcción. El 13 de julio de 1914 asumió el mando el capitán de fragata Alberto Moreno y adscripto a la División de Instrucción efectuó nuevas maniobras.
En 1915 se hizo cargo del mando el capitán de fragata Alberto Renard y al disolverse la División de Instrucción pasó a desarme. Tras recibir a bordo a la Escuela de Foguistas, realizó viajes de adiestramiento en el Río de la Plata siendo luego destinado estacionario en la Rada de Buenos Aires para asegurar la neutralidad argentina en la Primera Guerra Mundial.
El 2 de enero de 1916 fue designado comandante el capitán de fragata Jorge I.Cross. El 25 de Mayo permaneció todo el año en desarme y sin navegar. Tras una inspección del casco el 21 de diciembre de 1916 se decide trasladarlo a Río Santiago para ser utilizado como "buque escuela permanente para el personal subalterno, haciéndole los arreglos en casco y distribución interna para su mejor utilización a dicho objeto".
Durante los siguientes años fue siendo gradualmente desguazado y para 1921 se encontraba reducido a un pontón carbonero sin tripulación militar. En la relación de buques de la Armada para el período 1927/28, incluida en la Memoria dirigida al Honorable Congreso de la Nación, el 25 de Mayo es registrado con la leyenda "No existe".